# جون بي. كوفي
جون بي. كوفي (بالإنجليزية: John B. Coffey)‏ هو ضابط أمريكي، ولد في 8 مايو 1921، وتوفي في 26 نوفمبر 2013.